# 絲山秋子
絲山秋子（絲山秋子，1966年11月22日—），日本小說家，為第134屆芥川賞得主。

## 生平
她出生於日本東京都世田谷區，畢業於東京早稻田大學政治經濟學部經濟學科，畢業後進入INAX。2001年辭職。
2005年、她以《海仙人》獲得第55回芸術選奨文部科学大臣新人賞、《逃亡大胡鬧》入圍第133回直木賞與第27回野間文芸新人賞。
2006年、《在海上等你》獲得第134回芥川龍之介獎。
2016年以『薄情』得到第52回谷崎潤一郎獎。

## 作品
- 《只是說說而已》（イッツ・オンリー・トーク，大田，郭清華譯）
- 《海仙人》（海の仙人，大田，王蘊潔譯）
- 《袋小路之男》（袋小路の男，大田，王蘊潔譯）
- 《逃亡大胡鬧》（逃亡くそたわけ，大田，陳系美譯）
- 《小聲說話》（スモールトーク，大田，王蘊潔譯）
- 《尼特族》（ニート，大田，陳系美譯）
- 《在海上等你》（沖で待つ，大田，郭清華譯）
- 《絲的怪談》（絲的メイソウ，大田，張秋明譯）